# Свердловський заказник
Свердло́вський зака́зник — ландшафтний заказник місцевого значення в Україні. Розташований у межах Новгород-Сіверського району Чернігівської області, біля села Деснянське і на південь від смт Понорниця.
Площа 159 га. Статус присвоєно згідно з рішенням Чернігівського облвиконкому від 31.07.1991 року № 159. Перебуває у віданні ДП «Холминське лісове господарство» (Понорницьке л-во, кв. 73, 74).
Статус присвоєно для збереження кількох невеликих відокремлених лісових масивів, що зростають на мальовничих крутосхилах правобережжя Десни. У деревостані переважають: сосна, береза; у домішку — дуб.
Заказник входить до складу Мезинського національного природного парку.

## Галерея

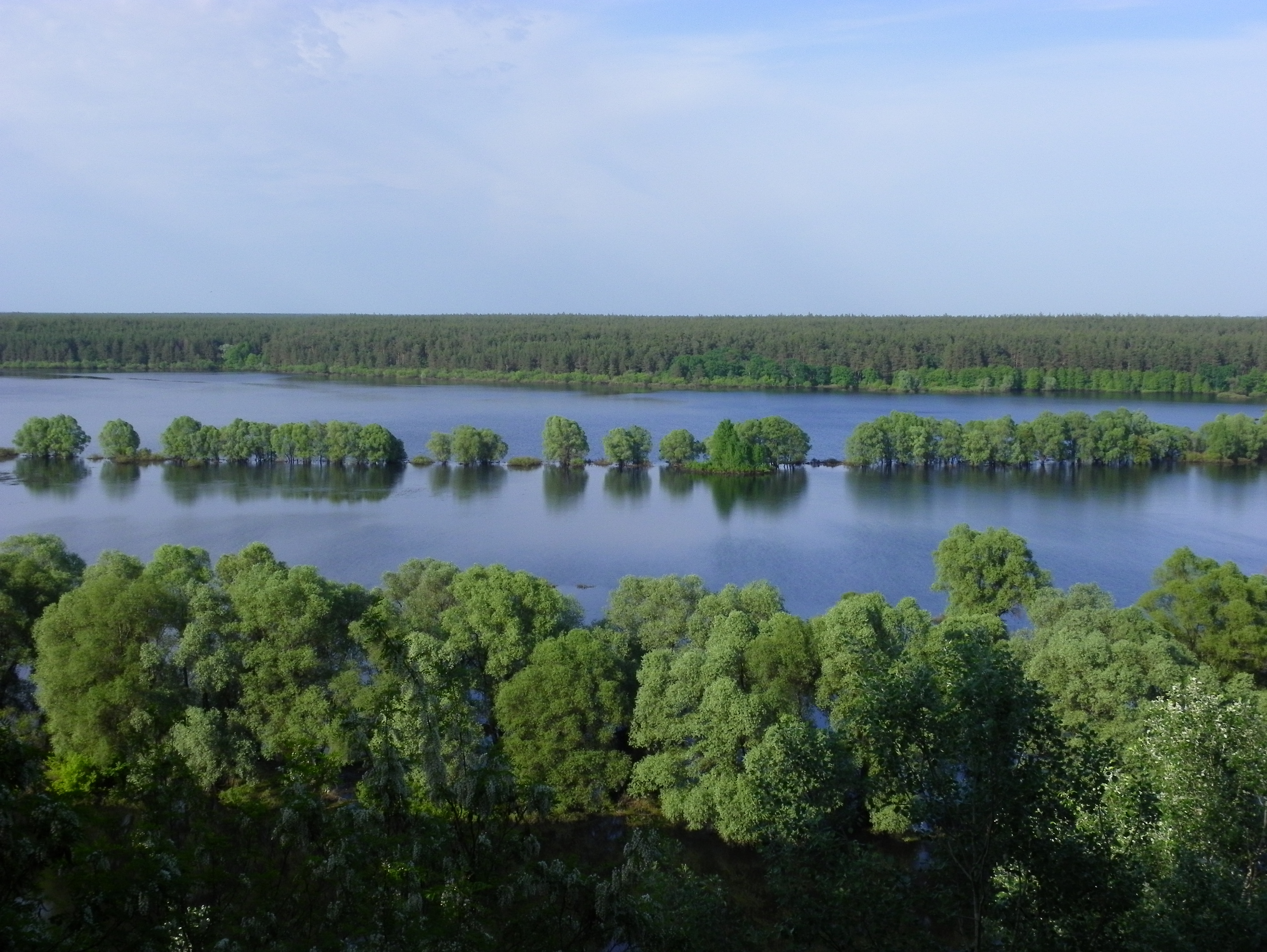
Заказник Свердловський
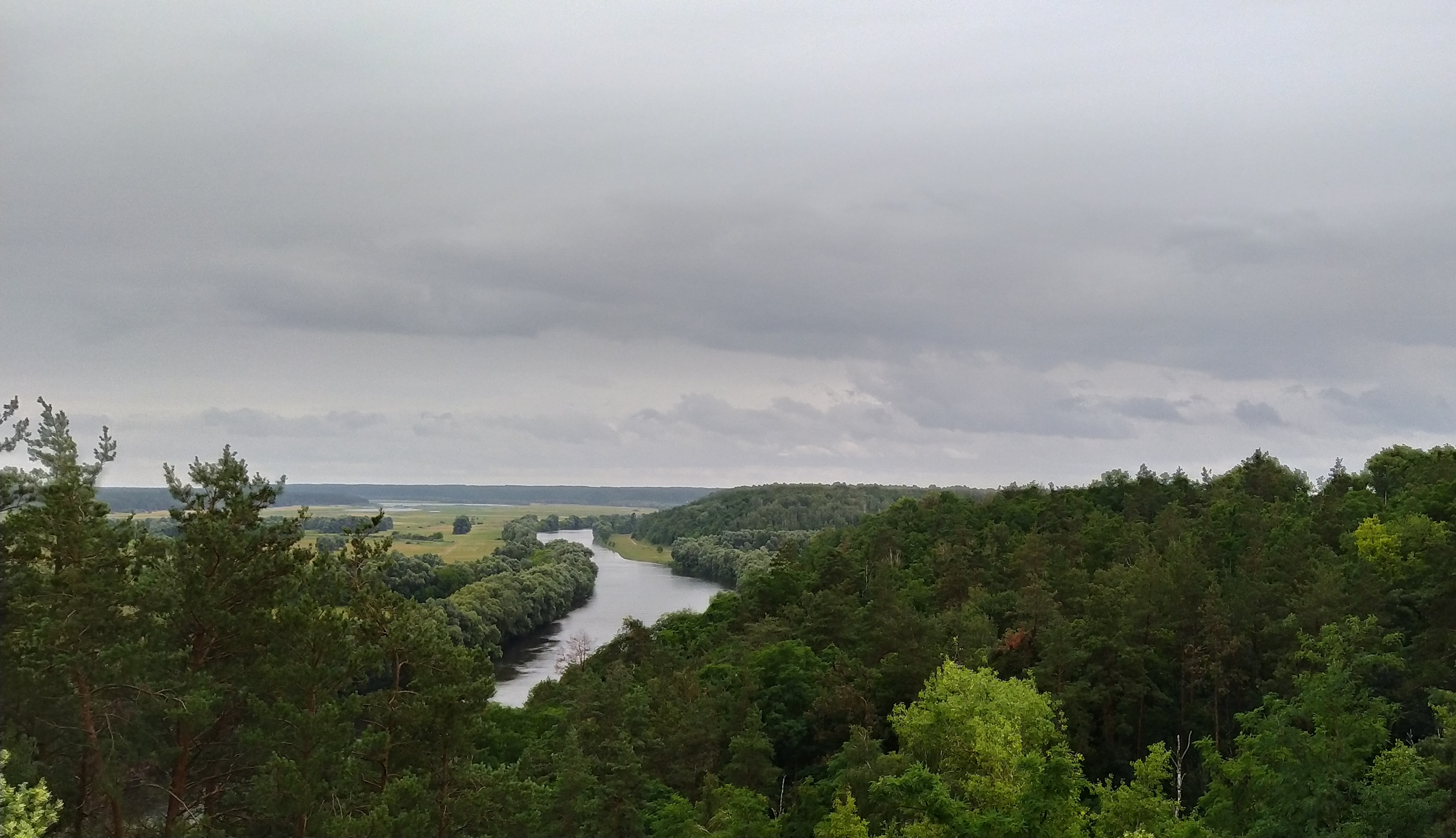
Річка Десна, с. Деснянське
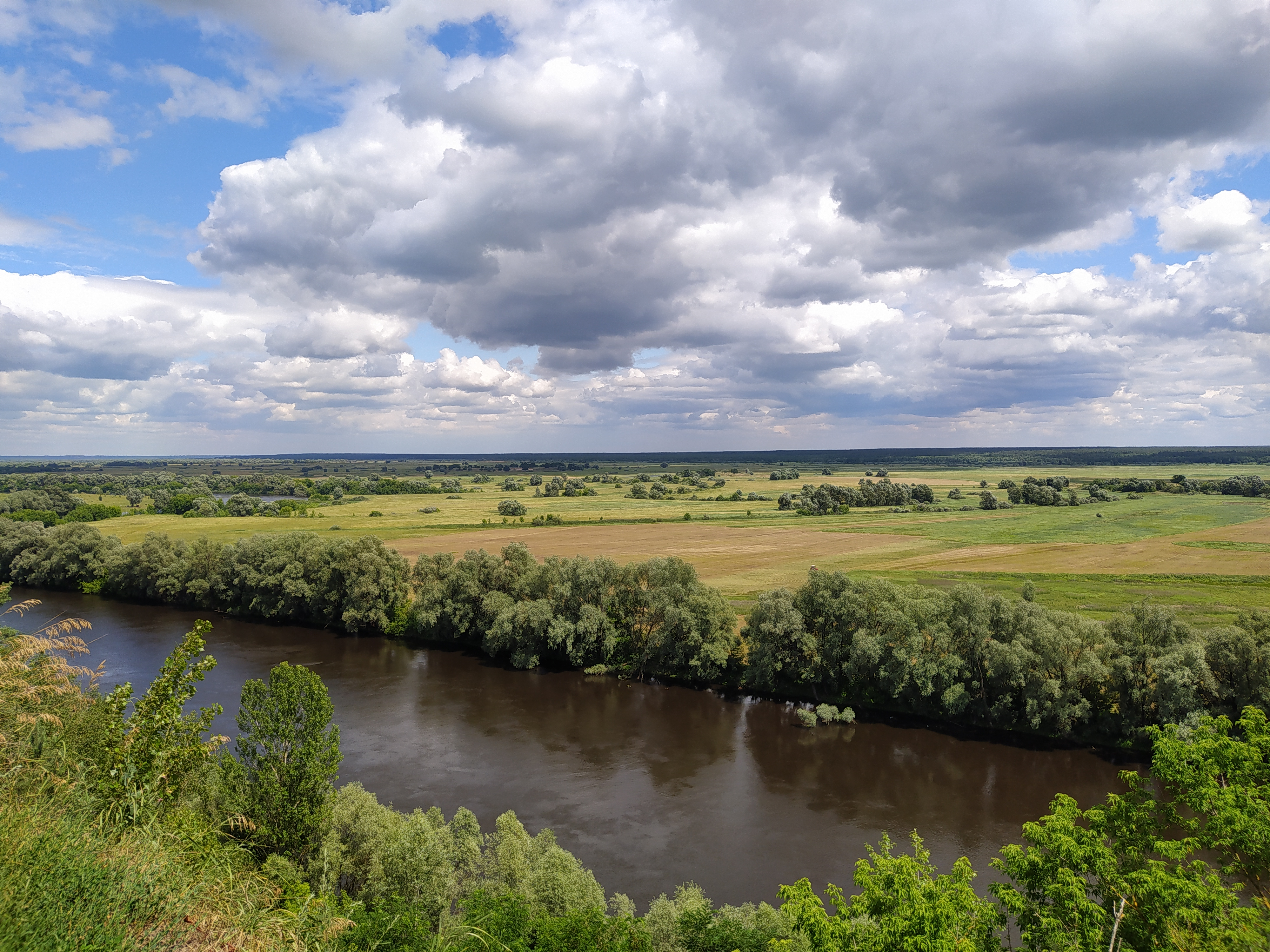
Вид на заплаву р. Десни